# Jirak
Jirak is een bestuurslaag in het regentschap Musi Banyuasin van de provincie Zuid-Sumatra, Indonesië. Jirak telt 5443 inwoners (volkstelling 2010).